# Torrelles de Foix
Torrelles de Foix ist eine katalanische Gemeinde in der Provinz Barcelona im Nordosten Spaniens. Sie liegt in der Comarca Alt Penedès.

## Söhne und Töchter der Stadt
- Francisco Pardo Artigas (1946–2022), katholischer Geistlicher, Bischof von Girona

## Städtepartnerschaft
- Lansargues (Frankreich)